# Noriko Mizuta
Noriko Mizuta, född 19 augusti 1937, är en japansk poet, litteraturvetare, banbrytande inom kvinnoforskning och feministisk kritik. Hon har bland annat belönats med det svenska Cikadapriset och en lyriksamling är översatt till svenska.

## Biografi
Noriko Mizuta är född och uppvuxen i Tokyo, Japan. Hon studerade brittisk och amerikansk litteratur vid Tokyo Women’s University och Tokyo Metropolitan University och flyttade 1961 till USA där hon avlade masterexamen vid Yale universitetet 1963 och sedan disputerade vid samma universitet 1970. Därefter undervisade hon vid Scripps College, Claremont och University of Southern California, Los Angeles. Hon gjorde kursplaner för kvinnostudier och har översatt kvinnliga japanska författare till engelska. Hon var en drivande kraft bakom etableringen av Josai International University och utsågs sedermera till kansler i the Josai University Educational Corporation. Hon har lagt grunden till the Women's Studies Association of Japan och har skapat Japans första forskarutbildningsprogram för kvinnostudier. Noriko Mizuta har fem barn.

## Författarskap
Noriko Mizuta publicerade sin första diktsamling 1976 och har därefter gett ut ytterligare ett tiotal volymer varav några är översatta till engelska och en urvalsvolym är översatt till svenska. Hon har översatt amerikansk poesi av Sylvia Plath och Anne Sexton till japanska. Förutom litteraturvetenskapliga artiklar har hon också publicerat essäer, feministisk kritik och samlingsvolymer av kvinnliga japanska författare. Hon bildade Japan-Kinasällskapet för kort poesi och startade tidskriften Carillon Avenue för poesi och översiktsartiklar. I den svenska samlingsvolymen ryms dikter om blommor men också motiv hämtade från myter och historia.